# Livraria Oscar Wilde

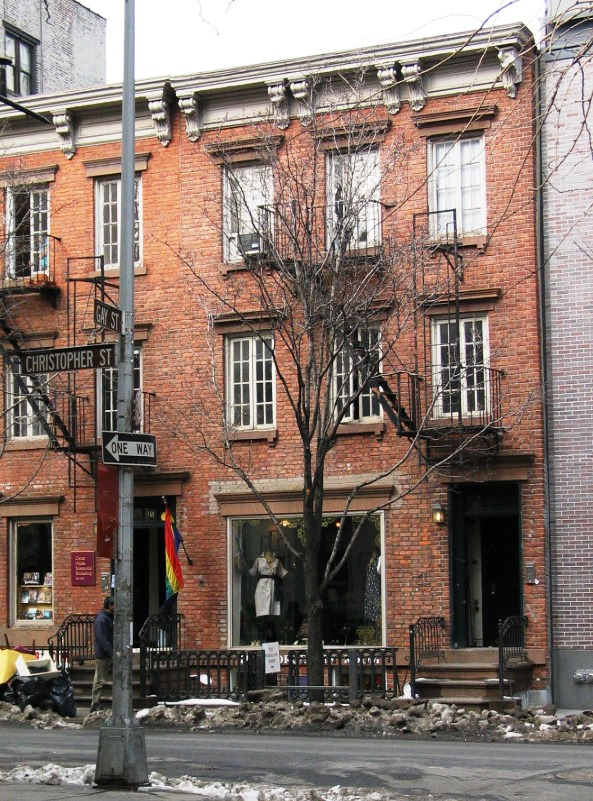
Vista exterior da fachada da Christopher Street da livraria, em 2007

A Livraria Oscar Wilde (inicialmente Livraria Memorial Oscar Wilde) foi fundada por Craig Rodwell em 24 de novembro de 1967. Quando foi inaugurada localizava-se no número 291 da Mercer Street, mas em 1973 mudou-se para a esquina da Christopher Street com a Gay Street, no bairro de Greenwich Village, em Nova Iorque.
A livraria fechou em 29 de março de 2009, indicando como causa a crise financeira e a concorrência das livrarias online.

## História
Como membro e vice-presidente da Mattachine Society, Rodwell procurou aumentar a visibilidade da Mattachine para os gays e para a sociedade em geral, abrindo uma loja para servir a comunidade gay local.

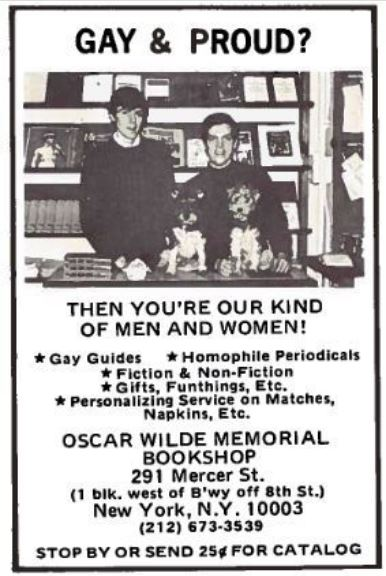
Publicidade à livraria publicado na revista Queen's Quarterly em 1968. Na foto estão Fred Sargeant (L.) e Craig Rodwell.

Rodwell não se considerava um livreiro, mas sim uma pessoa que aos 13 anos se propôs a ajudar a mudar a visão do mundo sobre os gays e a perceção que os gays tinham de si próprios. Apesar de dispor de uma seleção limitada de materiais por altura da inauguração da livraria, Rodwell recusou-se a vender pornografia, preferindo apostar na literatura de autores gays e lésbicas.
Em março de 1968, a livraria começou a publicar um boletim informativo mensal intitulado HYMNAL.
Rodwell vendeu a livraria em março de 1993 a Bill Offenbaker, três meses de morrer com cancro no estômago. Em junho de 1996, Offenbaker vendeu a loja a Larry Lingle. Em janeiro de 2003, Lingle anunciou o fecho da livraria devido a dificuldades financeiras. Deacon Maccubbin, o proprietário das livrarias Lambda Rising, comprou a livraria para evitar o encerramento de uma livraria historicamente tão importante. Em 2006, a livraria foi comprada pelo seu gerente de longa data, Kim Brinster.
A livraria acabou por fechar definitivamente em 29 de março de 2009, devido à quebras de vendas de dois dígitos, provocadas pela crise económica e financeira, e pela feroz competição dos livreiros online, de acordo com Brinster. O encerramento da livraria Oscar Wilde foi mais um dos encerramentos de livrarias LGBT norte-americanas do início do século XXI, nomeadamente a Lambda Rising, de Washington, e a A Different Light, de Los Angeles e San Francisco.